# گار دو لست (متروی پاریس)
گار دو لست (فرانسوی: Gare de l'Est‎) یکی از ایستگاه‌های خط ۴، خط ۵ و خط ۷ متروی پاریس است که در کنار ایستگاه شرقی پاریس واقع شده و در سال ۱۹۰۷ تأسیس شده‌است. در سال ۲۰۱۸ میلادی ۲۱٬۴۳۲٬۰۴۱ مسافر از این ایستگاه استفاده کرده‌اند.

## نگارخانه

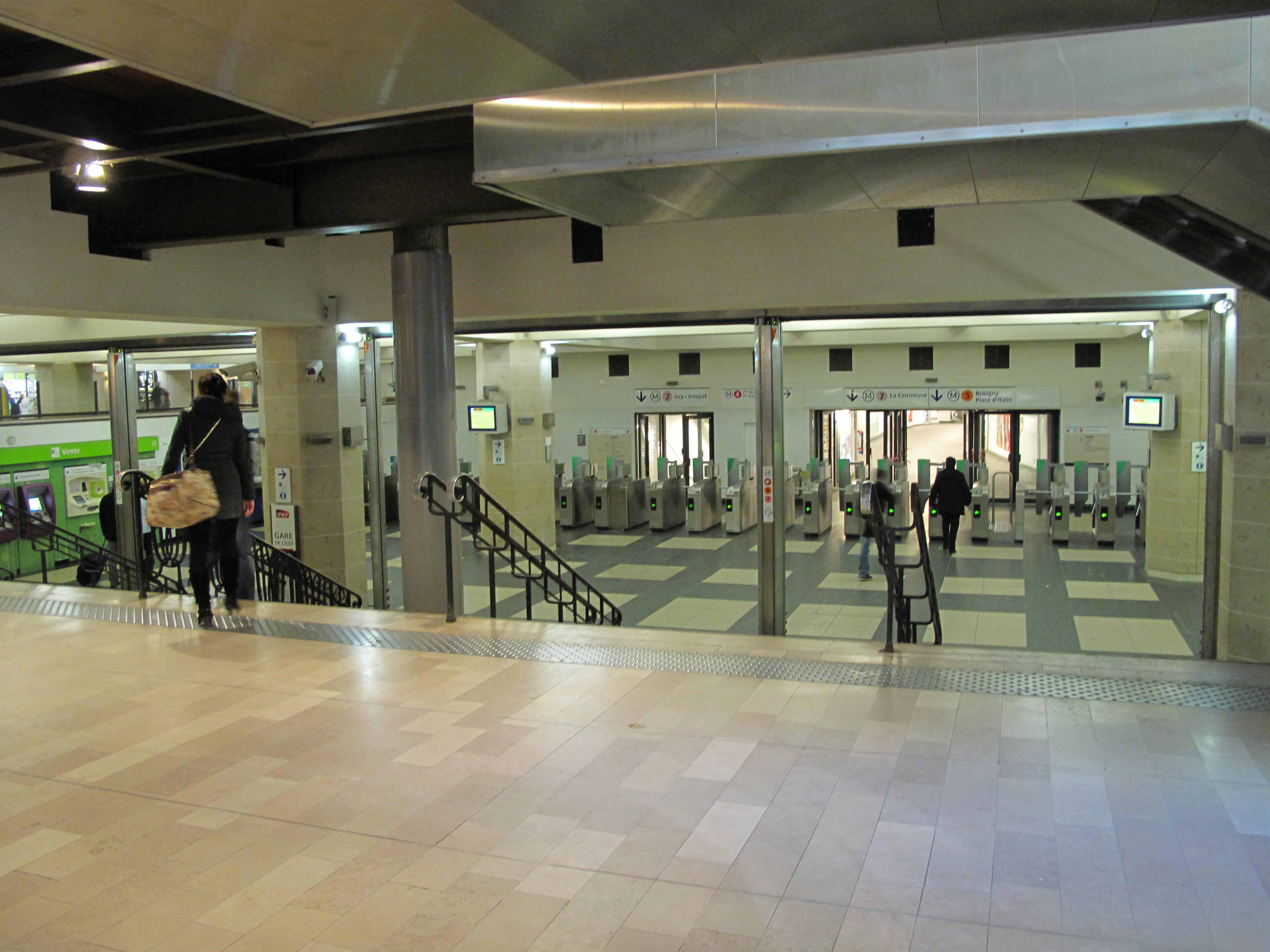
سالن بلیط ایستگاه
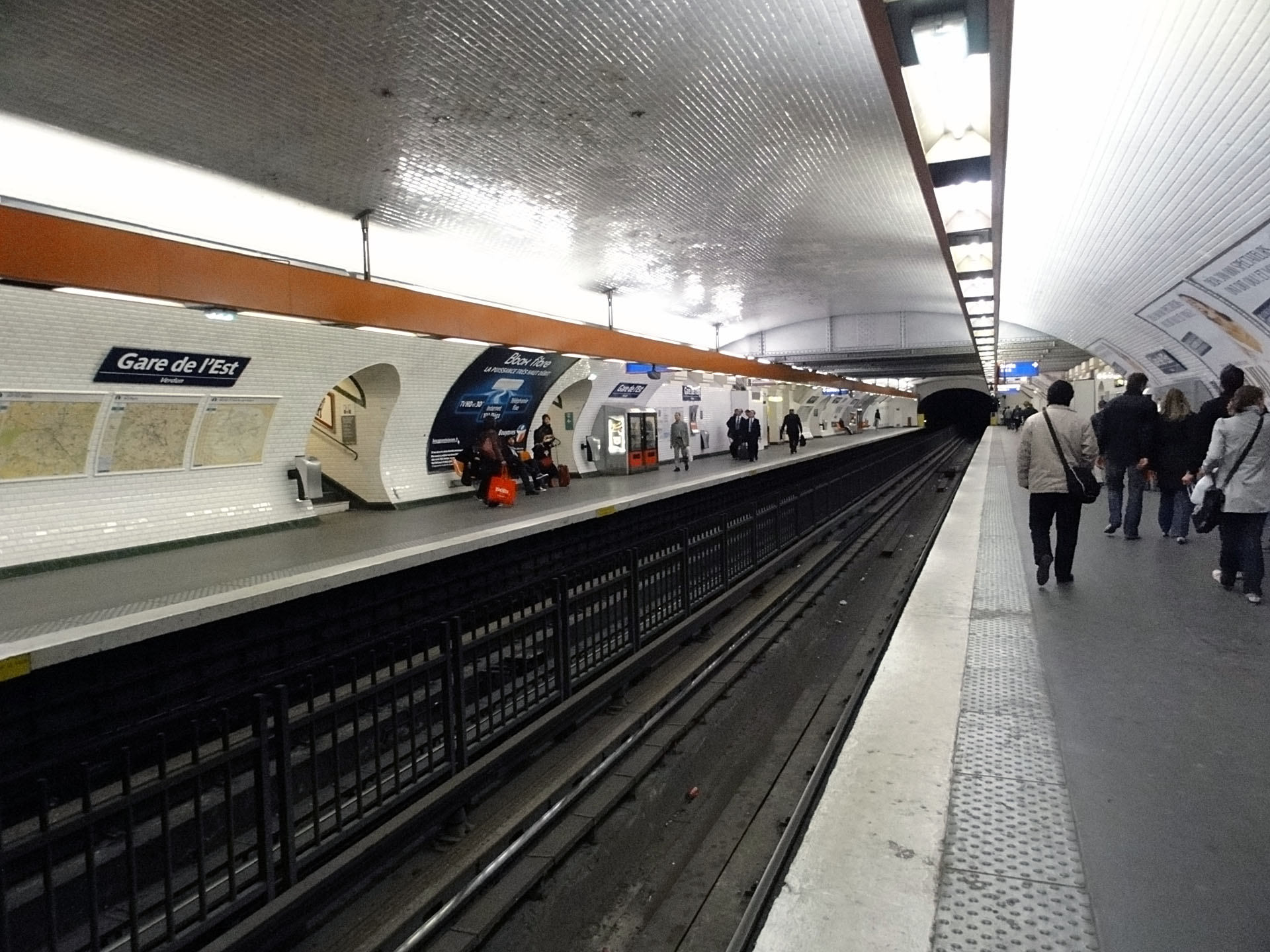
سکو خط ۴ متروی پاریس
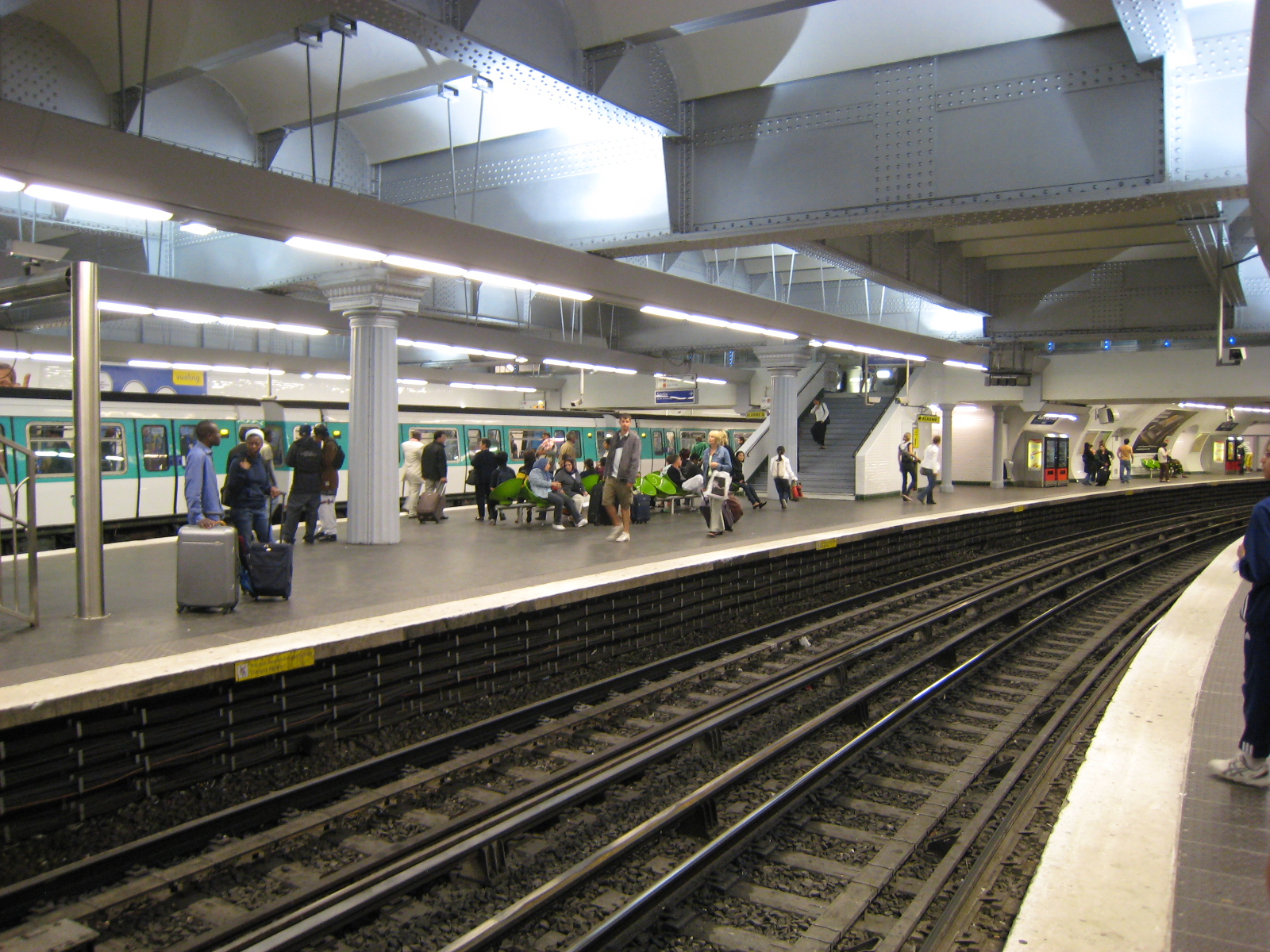
ریل خط ۵ متروی پاریس (راست) و خط ۷ متروی پاریس (چپ)
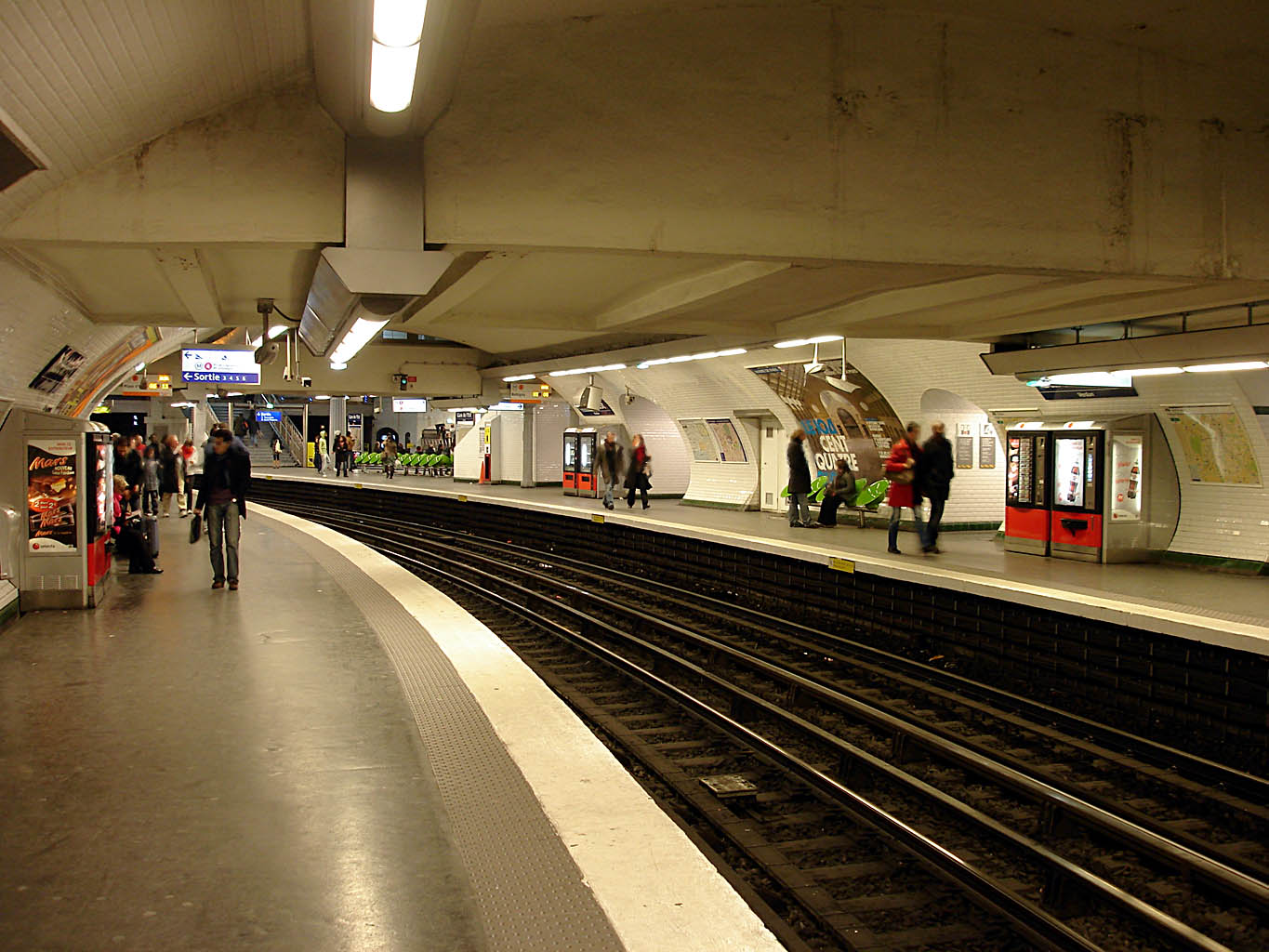
سکو خط ۵ متروی پاریس
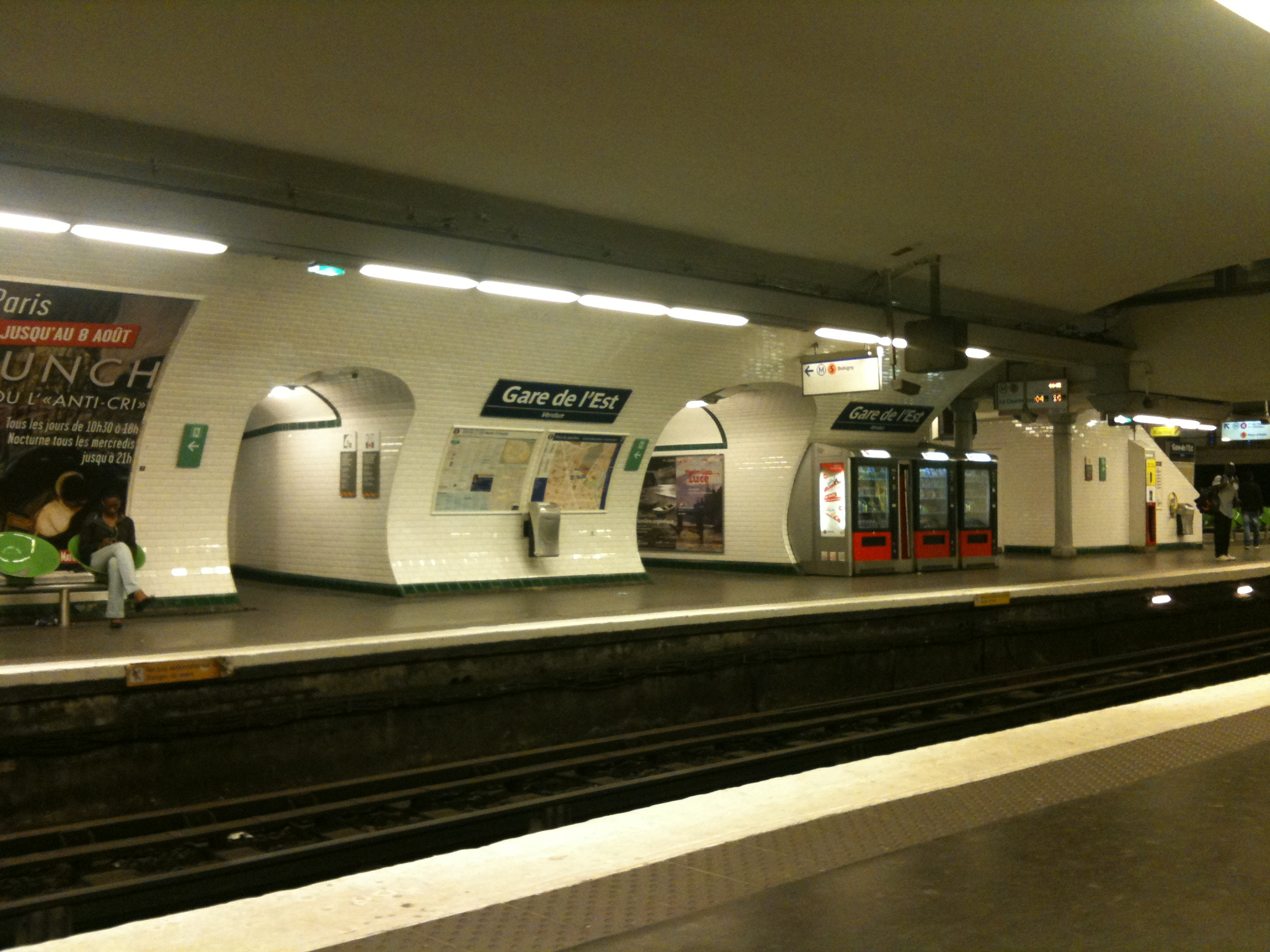
سکو خط ۷ متروی پاریس
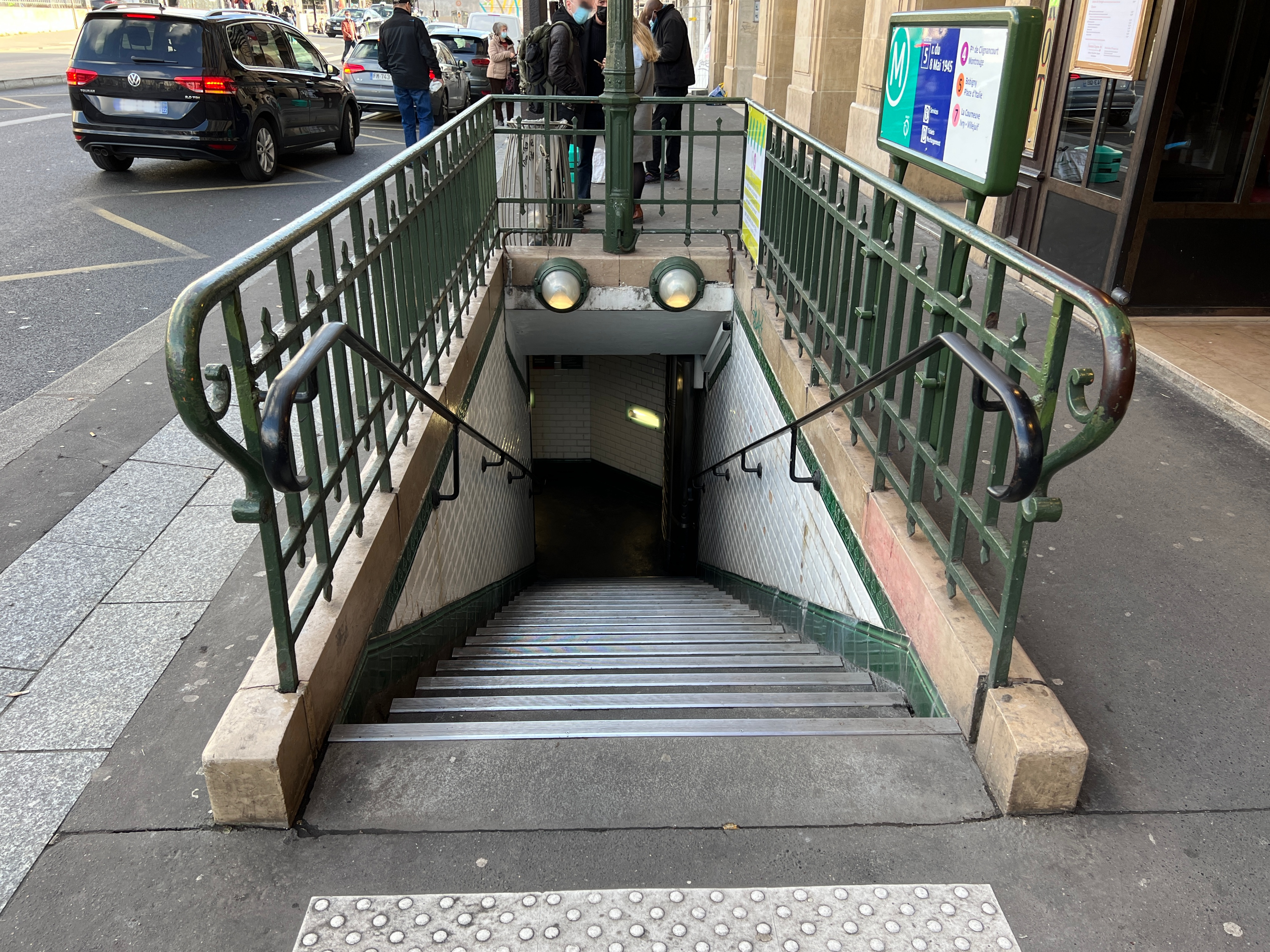
ورودی